# Knockouts Knockdown (2021)
Pour les articles homonymes, voir Victory Road.
Knockouts Knockdown (2021) est un évènement de catch professionnel produit par la fédération américaine Impact Wrestling. Il se déroula le 9 octobre 2021 au Skyway Studios à Nashville, Tennessee. Il s'agit du sixième évènement de la chronologie des Knockouts Knockdown. Il fut diffusé exclusivement sur Impact Plus.

## Contexte
Cet événement de catch professionnel présente différents matchs impliquant des catcheurs heel (méchant) et face (gentil), ils combattent sous un script écrit à l'avance.
Le 13 septembre 2021, Gail Kim annonce le retour de Knockouts Knockdown, événement 100% féminin. 

## Tableau des matches
| Ordre par numéros | Match* | Stipulation(s)                                                 |
| --- | --- | -------------------------------------------------------------- |
| 1 | Rachael Ellering bat Lady Frost | 1er tour du Knockouts Knockdown Tournament                     |
| 2 | Chelsea Green bat Renee Michelle | 1er tour du Knockouts Knockdown Tournament                     |
| 3 | Mercedes Martinez bat Brandi Lauren | 1er tour du Knockouts Knockdown Tournament                     |
| 4 | Tasha Steelz bat Jamie Senegal | 1er tour du Knockouts Knockdown Tournament                     |
| 5 | Deonna Purrazzo (avec Matthew Rehwoldt) bat Masha Slamovich                                                                                       | Singles Match                                                  |
| 6 | Mercedes Martinez bat Rachael Ellering | Demi-finale du Knockouts Knockdown Tournament                  |
| 7 | Tasha Steelz bat Chelsea Green | Demi-finale du Knockouts Knockdown Tournament                  |
| 8 | Savannah Evans bat Alisha Edwards, Jordynne Grace et Kimber Lee                                                                                   | Four-way Monster's Ball match                                  |
| 9 | Mercedes Martinez bat Tasha Steelz | Final du Knockouts Knockdown Tournament                        |
| 10 | Decay (Havok et Rosemary) (avec Black Taurus et Crazzy Steve) (c) battent The Influence (Madison Rayne et Tenille Dashwood) (avec Kaleb with a K) | Tag Team match pour les Impact Knockouts Tag Team Championship |
| La lettre C placée entre parenthèses désigne la personne ou l’équipe championne en titre. * La carte peut être changée | |                                                                |